# Derailleur: The 1964 Demo Session
Derailleur: The 1964 Demo Session ist ein Jazzalbum von Archie Shepp. Die im Frühjahr 1964 in den Bell Sound Studios, New York City, entstandenen Aufnahmen erschienen 2023 auf Triple Point Records.

## Hintergrund
Im Frühjahr 1964, als diese Tracks in den Bell Sound Studios vom früheren Savoy/ESP-Disk-Ingenieur Art Crist aufgenommen wurden, war der Saxophonist Archie Shepp kein Unbekannter mehr; er hatte bereits einige Jahre mit Cecil Taylor gearbeitet, hatte eine gemeinsame Savoy-Studiosession mit Bill Dixon und war Teil des wegweisenden Avantgarde-Ensembles New York Contemporary Five, notierte Andrey Henkin. Aber er hatte zu dieser Zeit noch keinen eigenen Plattenvertrag, und Impulse-Chef Bob Thiele antwortete nicht auf seine Anrufe. Dank der Unterstützung von John Coltrane nahm Shepp schließlich in diesem Sommer das erste von vielen Alben für Impulse! Records auf, Four for Trane, mit Alan Shorter, Roswell Rudd, John Tchicai, Reggie Workman und Charles Moffett.
Mit Shepp sind hier der Posaunist Roswell Rudd, der Sopransaxophonist Steve Lacy, der Schlagzeuger Denis Charles und der Bassist Arthur Harper zu hören. Die Musik umfasst zwei Shepp-Stücke, die bisher nicht veröffentlicht waren, und den Standard „Sophisticated Lady“, das erste von vielen Malen, in denen Shepp den Duke-Ellington-Klassiker aufnahm. Diese Titel nehmen die A-Seite der LP ein; die B-Seite besteht aus abgebrochenen Stücken und alternativen Takes. Der LP ist eine Beilage mit einem historischen Überblick von Ben Young, der in den USA auch als Jazzhistoriker bekannt ist, beigefügt.
Die Musik zeige, dass Shepp zu dieser Zeit bereits mit den verschiedenen Ansätzen arbeitete, die in den nächsten Jahren auf einer Reihe von Alben auf Impulse bekannt werden würden, schrieb Olie Brice. „Dunbar Days & Miami Joys“ ist ein grooviger Blues, der zeigt, dass Shepp bereits wusste, wie man Freiheit und Funk verbindet, „Viva Jomo“ bietet ausgedehnte Improvisationen über einen wackeligen, schnellen 5/4-Takt und mit „Sophisticated Lady“ beginnt eine jahrzehntelange Beziehung zu Ellingtons Kompositionen.

## Titelliste
- Archie Shepp: Derailleur: The 1964 Demo Session (Triple Point Records TPR 311)[3]

A1		Dunbar Days & Miami Joys (take 4) (Archie Shepp) 6:53 

A2		Viva Jomo (take 4) (Archie Shepp) 10:05 

A3		Sophisticated Lady (take 1) (Duke Ellington) 8:53 

B1		Viva Jomo (take 1 [breakdown])	1:04 

B2		Viva Jomo (take 2 [complete])	6:42 

B3		Viva Jomo (take 3 [complete])	7:43 

B4		Dunbar Days & Miami Joys (take 3 [complete])	5:46 

B5		Dunbar Days & Miami Joys (take 1 [false start] and take 2 [breakdown])	1:28

## Rezeption

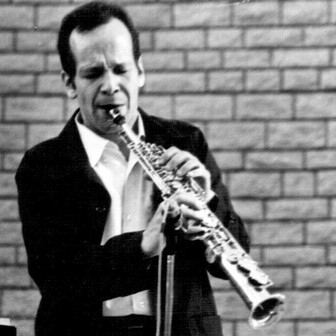
Steve Lacy

Dies sei eine Demo-Aufnahme, die nicht für die öffentliche Ausstrahlung gedacht war, aber professionell aufgenommen wurde (in Mono), 
schrieb Andrey Henkin (Stereophile), und Archie Shepp klinge hier als Spieler und Komponist bereits voll ausgebildet, insbesondere auf seinem „Viva Jomo“. Lacys Spiel sei aufschlussreich; irgendwie lasse er sein Sopransaxophon wie eine Flöte klingen. Darüber hinaus würde es wie eine funktionierende Band wirken, die einander zuhört und zusammen spielt.
Diese Aufnahmen würden für ein kostengünstiges Demo, das vor 60 Jahren entstanden sei, ziemlich gut klingen, wobei die drei Bläser besonders gut eingefangen seien, lobte Olie Brice (London Jazz News). Das Label Triple Point sei auf liebevolle Neuauflagen seltener Free-Jazz-Fundstücke spezialisiert, wie vom New York Art Quartet, von Cecil Taylor oder Bill Dixon. Allerdings sei es schade, wenn historisch bedeutsame Funde nur als teure Vinyl-Ausgaben und nicht auch als Download oder CD veröffentlicht würden. Für Fans von Shepp, Lacy und Rudd – drei der großartigsten, die diese Musik je gespielt haben – sei dies eine faszinierende Ergänzung zu den Aufnahmen, die bereits vorliegen.